# Fanni Fetzer
Fanni Fetzer (* 15. Oktober 1974 in Chur) ist eine Schweizer Autorin, Kuratorin und Museumsdirektorin.

## Leben
Fanni Fetzer studierte Politikwissenschaft, Empirische Kulturwissenschaft sowie Sozial- und Wirtschaftsgeschichte an der Universität Zürich, sie schloss 2003 mit dem Lizenziat ab (Lic. phil.) und absolvierte 2011 einen Master of Advanced Studies in Kulturmanagement an der Universität Basel.
Bereits während ihres Studiums arbeitete sie bei der Kulturzeitschrift «du», wo sie bis 2004 als Redakteurin tätig war. Danach erfolgten Tätigkeiten am Kunstmuseum Thun und Kunsthaus Langenthal. Seit 1. Oktober 2011 ist Fanni Fetzer die Direktorin des Kunstmuseums Luzern. Zu ihren grössten Erfolgen gehören die Ausstellungen «Turner. Das Meer und die Alpen» (2019), «David Hockney. Moving Focus» (2022) und «Ugo Rondinone. Cry Me a River» (2024).
Fanni Fetzer ist Mitglied der Association Internationale des Critiques d’Art (AICA), der International Association of Curators of Contemporary Art (IKT), des International Council of Museums (ICOM), der Vereinigung der Kunsthistorikerinnen und Kunsthistoriker in der Schweiz (VKKS), des International Committee for Museums and Collections of Modern Art (CIMAM), der Vereinigung Schweizer Institutionen für zeitgenössische Kunst (VSIZK) und der Vereinigung Schweizer Kunstmuseen (VSK/AMAS).
Fetzer lebt in Zürich und Luzern.

## Schriften

### Herausgegebene Kataloge (Auswahl)
- Ugo Rondinone (Hg.). Hatje Cantz, Berlin, 2024, ISBN 978-3-7757-5805-5.
- Roee Rosen. Kafka for Kids (Hg.). Sternberg Press, London, 2022, ISBN 978-3-95679-662-3.
- David Hockney. Moving Focus (Hg.). Hatje Cantz, Berlin, 2022, ISBN 978-3-7757-5121-6.
- Shara Hughes. Time Lapsed (Hg.). DCV Books, Berlin, 2022, ISBN 978-3-96912-096-5.
- Vivian Suter. Bonzo, Tintin & Nina (Hg.). Hatje Cantz, Berlin, 2021, ISBN 978-3-7757-5193-3.
- Marion Baruch (Hg. zusammen mit Noah Stolz). Mousse Publishing, Mailand 2020, ISBN 978-88-6749-406-4.
- Clemens von Wedemeyer, Illusion einer Menschenmenge. (Hg. Zusammen mit Stiftung Galerie für zeitgenössische Kunst Leipzig). Archive Books, Berlin 2020, ISBN 978-3-948212-23-0.
- Giulia Piscitelli, Manifatture. Nero, Rom 2020, ISBN 978-88-8056-086-9.
- Turner. Das Meer und die Alpen. Hirmer, München 2019, ISBN 978-3-7774-3267-0.
- J. M. W. Turner, Luzerner Skizzenbuch. Hirmer, München 2019, ISBN 978-3-7774-3282-3.
- Erwin Wurm, Peace & Plenty. (Hg. Zusammen mit Albertina Wien). Verlag für Moderne Kunst, Wien 2018, ISBN 978-3-903228-71-9.
- Mervyn Peake, Captain Slaughterboard geht vor Anker. Scheidegger & Spiess, Zürich 2017, ISBN 978-3-85881-563-7.
- Robert Zünd (1827–1909), Tobias Madörin (* 1965). Bellevue, Scheidegger & Spiess, Zürich 2017, ISBN 978-3-85881-555-2.
- Claudia Comte. JRP Ringier, Zürich 2017, ISBN 978-3-03764-491-1.
- Laure Prouvost, Hit, Flash, Back. (Zusammen mit MMK Museum für moderne Kunst). Mousse Publishing, Mailand 2016, ISBN 978-88-6749-233-6.
- Sonja Sekula & Friends. Scheidegger & Spiess, Zürich 2016, ISBN 978-3-85881-512-5.
- Katinka Bock, ANY. Roma, Amsterdam 2016, ISBN 978-94-91843-62-4.
- Michael Buthe, Retrospektive. (Hg. Zusammen mit S.M.A.K. Gent, Haus der Kunst München). Hatje Catz, München 2015, ISBN 978-3-7757-4039-5.
- Sharon Lockhart: Milena, Milena. (Hg. Zusammen mit Bonniers Konsthall, Stockholm; Centre for Contemporary At, Ujazdowski Castle, Warschau). Silvana Editoriale, 2015, ISBN 978-88-366-3060-8.
- Hans Emmenegger. Snoeck, 2014, ISBN 978-3-86442-089-4.
- Dias & Riedweg. JRP Ringier, Zürich 2014, ISBN 978-3-03764-358-7.
- Candida Höfer, Düsseldorf. (Hg. Zusammen mit Stiftung Museum Kunstpalast Düsseldorf). Richter Fey, Düsseldorf 2013, ISBN 978-3-941263-56-7.
- Thomas Schütte, Houses. (Hg. Zusammen mit Castello Rivoli, Turin, NMNM Nouveau Musée National Monaco). Richter Fey, Düsseldorf 213, ISBN 978-3-941263-47-5.
- Christine Streuli, CS. Hatje Cantz, München 2013, ISBN 978-3-7757-3555-1.
- Helmut Federle, American Songline. Hatje Cantz, München 2012, ISBN 978-3-7757-3382-3.
- Kateřina Šedá. Talk to the sky ’cause the ground ain’t listening. JRP Ringier, Zürich 2012, ISBN 978-3-03764-273-3.
- Alicja Kwade, Materia Prima. Distanz, Berlin 2012.
- Isa Melsheimer, Mittelland. Langenthal 2010.
- Danica Dakić, Casa del Lago. Langenthal 2009.
- Christine Streuli, Fanni Fetzer (Hrsg.): Christine Streuli. Kunsthaus Langenthal, 2007, ISBN 978-3-905817-01-0.

### Texte (Auswahl)
- 2018: Im Paternoster mit Mika Rottenberg. In: Mika Rottenberg. Kunsthaus Bregenz.
- 2013: Die Ermöglicherin! In: Ida Ekblad. Ausstellungskatalog. Kunstmuseum Luzern; National Museum of Norway; De Vleeshal Middleburg; Distanz, Berlin.
- 2013: Christine und Irene Hohenbüchler im Gespräch. In: Künstlerpaare. Ausstellungskatalog. Bündner Kunstmuseum, Chur.
- 2009: Scherz, Satire, Ironie und tiefere Bedeutung. In: Francisco Sierra, A Parallel Universe. Ausstellungskatalog. Kunsthaus Langenthal, Wilhelm-Hack-Museum Ludwigshafen am Rhein.
- 2009: Existiert die Schweiz? Lagebericht zur Schweizer Kunstszene der Gegenwart mit einem Ausflug zu Athene Galiciadis, David Renggli und Ana Roldan. In: Gipfeltreffen. Junge Bildhauerei aus der Schweiz und aus Deutschland. Ausstellungskatalog. Kunst im Tunnel KIT, Düsseldorf.
- 2008: Es war einmal... Zu den Projektionen unseres Selbst in Gitte Schäfers Werk. In: Gitte Schäfer. Ausstellungskatalog. FRAC Bourgogne, Dijon.
- 2006: The Questions to your Answers. Im Gespräch mit Marie-Antoinette Chiarenza und Daniel Hauser von RELAX. In: Prix Meret Oppenheim. Bundesamt für Kultur, Bern.
- 2006: Im Gespräch mit dem Künstler. In: Vittorio Santoro. Everything’s Not Lost. Revolver Verlag, Frankfurt am Main.
- 2003: Olafur Eliasson: Natürliches und künstliches Moos. In: du. Nr. 4.
- 2002: Mehr Spass: Ein Gespräch mit Rosemarie Trockel, Marcel Odenbach und Carsten Höller. In: Rosemarie Trockel. Sie kam und blieb. In: du, Nr. 4.
- 2000: Die liebe Zarin. Porträt einer Kunstliebhaberin. In: Paul Klee. Der Künstler und die Sammlerin. In: du, Nr. 2.

## Verantwortete Ausstellungen (Auswahl)
- 2024: "Ugo Rondinone. Cry Me a River."
- 2023: Betye Saar. Serious Moonlight. In Kooperation mit Institut of Contemporary Art (Miami).
- 2022: David Hockney. Moving Focus. In Kooperation mit Tate Gallery.
- 2022: Roee Rosen. Kafka for Kids & Other Troubling Tales
- 2021: Vivian Suter. Retrospektive.
- 2020: Marion Baruch, Retrospektive – innenausseninnen. In Kooperation mit Le Magasin Grenoble, Les abatoires, Toulouse, Museum of Art Timisoara, MA*GA Gallarate.
- 2019: Turner. Das Meer und die Alpen. In Kooperation mit Tate Gallery.
- 2019: Giulia Piscitelli, Clemens von Wedemeyer: Nella Società, in Gesellschaft. In Kooperation mit Galerie für Zeitgenössische Kunst Leipzig.
- 2018: Taryn Simon. Shouting is Under Calling.
- 2018: Erwin Wurm: Peace & Plenty. In Kooperation mit Albertina, Wien; kuratiert von Eveline Suter.
- 2018: Gustave Doré. Comic-Zeichner. In Kooperation mit Fumetto Comics Festival, kuratiert von Jana Jakoubek
- 2017: Robert Zünd (1827–1909), Tobias Madörin (* 1965): Bellevue.
- 2017: Claudia Comte: 10 Rooms, 40 Walls, 1059 m2.
- 2017: Yellow Creature. Mit John Akomfrah, Sabian Baumann, Neïl Beloufa, Klara Kristalova, Mervyn Peake, RELAX (chiarenza & hauser & co), Isabella Rossellini, Mika Rottenberg u. a.
- 2017: Bertrand Lavier. Walt Disney Productions. In Kooperation mit Fumetto Comics Festival, kuratiert von Jana Jakoubek.
- 2016: Laure Prouvost. And she will say: Hi her, ailleurs, to higher grounds. In Kooperation mit Museum für Moderne Kunst Frankfurt am Main.
- 2016: Sonja Sekula, Max Ernst, Jackson Pollock & Friends.
- 2016: Katinka Bock, Hans Josephsohn, Fabian Marti – Warum ich mich in eine Nachtigall verwandelt habe.
- 2015: Michael Buthe (1944–1994). Retrospektive. In Kooperation mit SMAK, Gent; Haus der Kunst, München; kuratiert von Heinz Stahlhut.
- 2015: Sharon Lockhart, Milena, Milena. In Kooperation mit Bonniers Konsthall Stockholm; UCLA Castle, Warschau; ko-kuratiert von Adam Budak.
- 2014: Candida Höfer. Düsseldorf. In Kooperation mit Kunstpalast Düsseldorf.
- 2014: Hans Emmenegger – «Jetzt will ich einmal schroff meinen Weg gehen». Kuratiert von Heinz Stahlhut und Peter Suter.
- 2014: Mauricio Dias & Walter Riedweg. Kleine Geschichten von Bescheidenheit und Zweifel.
- 2013: Revolution: John Chamberlain, Ida Ekblad, Christine Streuli.
- 2013: Thomas Schütte. Houses. In Kooperation mit Castello Rivoli, Turin; NMNM Nouveau Musée National Monaco.
- 2013: Jorge Macchi. Container.
- 2012: Kateřina Šedá, Talk to the Sky, 'Cause the Ground Ain’t Listening.
- 2012: Helmut Federle. American Songline.
- 2012: Nouvelles Boîtes! Mit Allora & Calzadilla, Bruno Jakob, Juan Muñoz, Fred Sandback, Nedko Solakov u. a.
- 2012: Reymond Pettibon. Whuytuyp. In Kooperation mit Fumetto Comics Festival, kuratiert von Lynn Kost.
- 2009: Danica Dakic. Casa del Lago.
- 2008: Average. Mit Fischli/Weiss, Gianni Motti, Jean-Frédéric Schnyder, Kateřina Šedá, Nedko Solakov, Artur Zmijewski u. a.
- 2007: Christine Streuli, Bruno Jakob

## Auszeichnungen (Auswahl)
- 2022: Innerschweizer Kulturpreis[3]
- 2020: Wahl zu 100 Top Women in Business[4]
- 2012: Nomination Swiss Exhibition Award, mit der Einzelausstellung Helmut Federle. American Songline
- 2011: Nomination Swiss Exhibition Award, mit der Doppelausstellung Mittelland: Isa Melsheimer, Daniel Robert Hunziker
- 2011: Werksemester in London der Landis & Gyr Stiftung
- 2010: Swiss Art Award für Kunsträume
- 2009: Swiss Art Award für Vermittlung[5]
- 2009: Swiss Art Award für Kunsträume

## Engagements (Auswahl)
- seit 1/2023: Mitglied Fachhochschulrat Kanton Zürich[6]
- seit 10/2021: Advisory Board Stiftung NOW Esterhazy Contemporary[7]
- 2/2020–12/2024: Stiftungsrätin Stiftung Universität Luzern
- 3/2019–5/2023: Präsidentin Vereinigung Schweizer Kunstmuseen[8], VSK
- 3/2017 – 5/2023: Vorstandsmitglied Vereinigung Schweizer Kunstmuseen, VSK
- 6/2016–11/2019: Mitglied der Kommission zur Neukonzeption des Musée d’art et histoire, Genf
- 2016–2020: Jurymitglied Cahiers d’artistes Pro Helvetia
- seit 10/2011: Mitglied der städtischen Kunstkommission Luzern
- 10/2011–1/2024: Einsitz wissenschaftlicher Beirat Hochschule Luzern Design & Kunst
- seit 10/2005: Gastdozentin, Mentorin, Prüfungsexpertin an verschiedenen Hochschulen
- 1/2009–12/2011: Mitglied der Kunstkreditkommission Basel-Stadt